# غاده شعاع
غاده شعاع (عربی: غادة شعاع؛ ۱۰ سپتامبر ۱۹۷۲ – ) ورزشکار دو و میدانی و ورزشکار هفت‌گانه اهل سوریه بود.